# 鬼玩人 (音樂劇)
《鬼玩人》，又被譯作屍變，是一部搖滾音樂劇，由喬治·雷因布拉特作詞、作曲及撰寫劇本。
這部音樂劇於2003年在安大略省多倫多的Tranzac俱樂部首次登臺演出，隨後引起轟動，並於2006年在新世界舞台移至外百老匯演出。該劇已在世界各地經改編製作後演出。評論家們對這部劇表達讚賞， 《紐約時報》的一位評論家甚至稱讚這部音樂劇是“下一部洛基恐怖秀”。

## 製作背景
這部音樂劇改編自鬼玩人系列故事，於2003年8月在多倫多以研討會的形式首次上演。同年10月，同一個團隊在多倫多重新上演了這部音樂劇，演出持續了3週。該劇於2004年7月在蒙特利爾第22屆Just for Laughs喜劇節上放映。
2003年美加大停電期間，演員們和工作人員在多倫多Tranzac俱樂部的前草坪上表演了這部劇。樂隊演奏原聲樂器，演員在後台提供音效。夜幕降臨實，則用手電筒和汽車頭燈來照亮演員。

### 外百老匯
紐約外百老匯的作品於2006年10月2日開啟預演。正式開幕演出於2006年11月1日舉行，每週在新世界舞台演出8次，直至2007年2月17日閉幕。在外百老匯的首次亮相就在Billboard節目排行榜上排名第四。這部非百老匯作品由 Christopher Bond 和東尼獎得主《Buffy》演員海頓·巴特聯合執導。化妝和特效由 Louis Zakarian 創作，他的電影作品包括《噩夢輓歌》、《怒犯天條》和《羅密歐與茱麗葉》。演員陣容如下：
- Ash Williams艾許·威廉斯（英语：Ash Williams）：由 萊恩·沃德（英语：Ryan Ward） 飾演
- Cheryl：由 Jenna Coker 飾演
- Annie/Shelly：由 Renee Klapmeyer 飾演
- Jake：由 Darryl Winslow 飾演
- Scott：由 布蘭登·沃德爾（英语：Brandon Wardell） 飾演
- Linda：由 Jennifer Byrne 飾演
- Ed/Moose：由 Tom Walker 飾演

### 多倫多 復排製作
《鬼玩人》音樂劇於2007年5月1日再度回到多倫多，再次由萊恩·沃德飾演Ash，於Diesel Playhouse上映。最初放映只持續到2007年6月底，但後來延長至2007年8月4日、2007年9月8日、2008年6月26日，以及2008年9月6日。2008年6月26日慶祝了第300場演出，這標誌著它成為20年來在多倫多展演時間最長的加拿大作品。
榮獲《Doras獎》觀眾選擇獎，並受到《多倫多星報》的稱讚。

## 故事概要
這是五名大學生在樹林裡的一間廢棄小屋裡度過週末，意外地召喚了惡靈的故事。
在這部 20 世紀 80 年代恐怖系列喜劇中，主角們和惡靈隨著專為音樂劇創作的歌曲唱歌跳舞。而且，就像電影中一樣，驅魔人艾許·威廉斯在那裡拋出各種俏皮話，與永無休止的惡靈作鬥爭。
這部音樂劇對電影的情節線上發揮了創作自由，將三部電影的角色和概念混合在一起，並為了舞台和喜劇效果而改變故事序列。粗略地說，第一幕改編自原版《屍變（1981年電影）》，而第二幕則改編自《鬼玩人（1987年電影）》。

## 音樂曲目

### 原聲帶發行
原始卡司演員於2006年12月錄音製作，並於2007年4月2日發行原聲帶，首次亮相就在Billboard節目排行榜上排名第4。
終極4D體驗（Ultimate 4D Experience）的現場錄音於2014年初製作，並於2014年夏季發行。僅在拉斯維加斯的演出中提供。

### 2003年版本

#### 第一幕
1. "Cabin in the Woods" - Ash, Linda, Scott, Shelly, 和 Cheryl
2. "Housewares Employee" - Ash 和 Linda
3. "It Won't Let Us Leave" - Cheryl
4. "Look Who's Evil Now" - Cheryl 和 Shelly
5. "What the Fuck Was That?" - Scott 和 Ash
6. "Join Us" - Cheryl 和 Moose
7. "Good Old Reliable Jake" - Jake
8. "I'm Not a Killer" - Ash

### 第二幕
1. "I'm Not a Killer (Reprise)" - Ash
2. "Bit-Part Demon" - Ed
3. "All the Men in My Life Keep Getting Killed by Kandarian Demons" - Annie
4. "Do the Necronomicon" - Demons
5. "It's Time" - Company
6. "Hail to the King" - Company

### 2006年至今

#### 第一幕
1. "Cabin in the Woods" - Ash, Linda, Scott, Shelly, 和 Cheryl
2. "Housewares Employee" - Ash 和 Linda
3. "It Won't Let Us Leave" - Cheryl
4. "Look Who's Evil Now" - Cheryl 和 Shelly
5. "What the Fuck Was That?" - Scott 和 Ash
6. "Join Us" - Cheryl, Moose, 和 House Spirits
7. "Good Old Reliable Jake" - Jake, Annie, 和 Ed
8. "Housewares Employee (Reprise)" - Ash 和 Linda
9. "I'm Not a Killer" - Ash

#### 第二幕
1. "I'm Not a Killer (Reprise)" - Ash
2. "Bit-Part Demon" - Ed
3. "All the Men in My Life Keep Getting Killed by Candarian Demons" - Annie, Ash, 和 Jake
4. "Ode to an Accidental Stabbing" - Jake 和 Annie
5. "Do the Necronomicon" - Scott 和 Demons
6. "It's Time" - Ash 和 Company
7. "We Will Never Die" - Demons
8. "Blew That Bitch Away" - Company

## 衍生版本
北美和世界各地的專業、業餘和學校劇團，在首爾（2008 年）、東京和馬德里（2012 年） 等城市上演了300多場次《鬼玩人》音樂劇作品。

### 終極 4D 體驗
2012年6月22日，Sirc Michaels Productions 將該劇帶到拉斯維加斯大道，作爲V劇院的常駐開放式節目。這部作品目前已正式成爲該劇歷史上持續時間最長的作品。
由於演出的性質，包括新增了100個座位的防濺區、觀眾互動、多媒體元素以及最先進的效果、燈光和聲音，名稱略有更改，包括了“終極4D體驗”，以反映將演出與其他舞臺分開的製作和設計元素。該演出於2015年12月1日移至Tommy Wind Theater，並於2017年9月15日移至Bally's的Windows展廳。

### 北美巡演（2014–2015）
第一次北美巡演主要在伊利諾伊州芝加哥進行。在2014年11月9日威斯康星州麥迪遜開幕之前，它花了四個星期的時間排練。然後，它前往德克薩斯州奧斯汀進行巡演，然後返回芝加哥，在百老匯劇院進行為期三週的演出。巡演行程中的城市包括桑達斯基（俄亥俄州）、韋恩堡（印第安納州）、埃芬漢（伊利諾伊州）、納什維爾（田納西州）、克利夫蘭（俄亥俄州）、格林維爾（紐約州） 、哈特福德（康涅狄格州）、斯克內克塔迪（紐約州）、哈密頓（安大略省）、多倫多（安大略省）、夏洛特（北卡羅來納州）、坦帕（佛罗里达州）、薩拉索塔（佛罗里达州）、勞德代爾堡（佛罗里达州）、紐瓦克（新澤西州）、約克（賓夕法尼亞州）、梅薩（亞利桑那州）和代頓（俄亥俄州）。
該作品由 Starvox Entertainment 製作，克里斯托弗·邦德（Christopher Bond）執導。演員陣容如下：
- Ash Williams艾許·威廉斯（英语：Ash Williams）： David Sajewich
- Cheryl：Demi Zaino
- Annie/Shelly：Callie Johnson
- Jake：Andrew Di Rosa
- Scott：Creg Sclavi
- Linda：Julie Baird
- Ed/Moose：Ryan McBride
- Shemp/Male Swing：Ryan Czerwonko
- Female Swing/ Dance Captain：Jessica Kingsdale

此後，已經成功舉辦了三場北美巡演。

### 高中版
2017年7月28日，在紐約Sheldrake湖的Stagedoor莊園，Jack Romano劇院舉行了全球首演後，戲劇出版公司獲得了高中版《鬼玩人》音樂劇的版權許可，該音樂劇“沒有髒話，只有鮮血”。
表演由 Samuelson/Samen 家族執行製作，戲劇節目總監 Chris Armbrister 指導，Rob Scharlow 執導，James Mablin 音樂指導，Madeline Shaffer 編舞，漢娜·德爾莫（Hannah Delmore）負責舞台管理。演員陣容如下：
- Ash Williams艾許·威廉斯（英语：Ash Williams）：Kevin Dolan
- Cheryl：Briana Fleming
- Scott：Josh Lee
- Linda：Amanda Roit
- Shelly：Andrea Mitchell
- Annie：Hailey Rock
- Jake：Samuel Masto
- Ed：Andrew Wantula
- Moose：Charlie Walker
- Knowby：James Persons

### 其他地區作品
2011年10月13日至31日，Off Strip Productions 和 RagTag Entertainment 聯手舉辦了《鬼玩人》音樂劇的首映式。 該劇在 Onyx 劇院上演，由 Sirc Michaels 執導。音樂劇受到了評論家和粉絲的一致好評，因此該劇於2012年1月被帶回拉斯維加斯成功再次演出。
《鬼玩人》音樂劇於2019年2月1日在加拿大安大略省奧沙瓦首演。於2017年10月首演成功（僅演出六場）。這部新作品是由奧沙瓦市中心的曼斯菲爾德歌舞表演廳製作，歷經13週演出後，於2019 年4月27日結束，成為有史以來在奧沙瓦這座城市上演時間最長的音樂劇。奧沙瓦製片人正準備開啟一部全新的作品，該劇將採用改進的設計並增強特效，於 2020 年 4 月計劃運行 32 週，但由於COVID-19流行而無法開啟前期製作。
《鬼玩人》音樂劇於2019年12月12日至14日在加拿大艾伯塔省麥克默里堡限量放映。
總部位於弗吉尼亞州的體驗主題劇院公司 Wolfbane Productions 於2013年首次開始製作《鬼玩人》音樂劇。這部獨特的作品將百老匯演員帶入弗吉尼亞州的森林，贏得了評論界的讚譽和大批觀眾的追隨。 擁有150個座位的飛濺區、完全實現的複製艙、現場樂團、活動車輛、拉鍊和百老匯品質的特效，這種完全實現的製作爲阿波馬托克斯地區的藝術革命打開了大門，在五次成功演出後，它於2017年8月5日進行了最後一次演出。
2019年1月3日至6日，在Kickstarter眾籌活動取得成功後，音樂劇《鬼玩人》成為第一部在彭薩科拉黑膠音樂廳上演的戲劇作品。艾倫·桑德維斯、貝西·貝克和泰瑞莎·堤利分別在1981 年的電影中扮演謝麗爾（Cheryl）、琳達（Linda）和雪莉（Shelly）等角色，成為該片的特邀嘉賓，並在閉幕之夜客串演出。這部作品還值得一提的是，它更新了一些過時的參考資料，改變了埃德（Ed）的性別，並且把“All the Men in My Life Keep Getting Killed By Candarian Demons 我生命中所有的男人不斷地被坎達里亞惡魔殺死 ”改成了“Everyone in My Life Keeps Getting Killed By Candarian Demons. 我生命中所有的人都不斷被坎達里亞惡魔殺死。”

## 外部連結
- 《鬼玩人》音樂劇 （页面存档备份，存于） 官方網站。